# Suillia atricornis
Suillia atricornis är en tvåvingeart som först beskrevs av Johann Wilhelm Meigen 1830.  Suillia atricornis ingår i släktet Suillia och familjen myllflugor. Arten är reproducerande i Sverige. Inga underarter finns listade i Catalogue of Life.